# フェニルメタンジオール
フェニルメタンジオール（英語: phenylmethanediol）は、ベンズアルデヒドの水和物で、ジェミナルジオールの1つ。トルエンとベンズアルデヒドの酸化、または安息香酸の還元のようないくつかの反応における短命の中間体である。